# Mai 1838

## Événements
- Procès de Louis Hubert, accusé de comploter contre le gouvernement français.

- 7 mai : une pétition des ouvriers de Londres, qui reprend les six points du programme des chartistes de 1837, obtient 1 250 000 signatures.

- 8 mai, Royaume-Uni : la Charte du Peuple est publiée.

- 10 mai, France : loi sur les attributions des conseils généraux de département et des conseils d'arrondissement.

- 14 mai, France : ordonnance du Roi portant autorisation de la Compagnie du chemin de fer de Strasbourg à Bâle.

- 17 mai : mort de Talleyrand.

- 21 mai, Royaume-Uni : inauguration de la gare de Nine Elms à Londres (London and south-western railway)

- 25 mai, France : loi qui élève la compétence des juges de paix.

- 26 mai : des planteurs du Sud des États-Unis, sous l’égide d’Andrew Jackson, obtiennent légalement le déplacement de 17 000 Cherokees. Envoyés à pied de Géorgie en Oklahoma durant l’hiver, quatre mille d’entre eux périssent : ce déplacement est connu sous le nom de « piste des Larmes »[1].

- 28 mai, France : loi sur les faillites et banqueroutes apportant de graves réformes dans le Code de commerce.

- 31 mai, France : ordonnance du roi réglant le régime de la comptabilité publique, d'une façon générale et destinée à maintenir un ordre sévère dans cette branche de l'administration.

## Naissances
- 2 mai : Paul Brocchi (mort en 1898), médecin, agronome et naturaliste français.
- 9 mai : Henry Eeles Dresser (mort en 1915), ornithologue britannique.
- 15 mai : Ulysse Butin, peintre français († 9 décembre 1883).
- 20 mai : Ferdinand Zirkel (mort en 1912), géologue et pétrologue allemand.
- 28 mai : Ferdinand Stoliczka (mort en 1874), géologue, paléontologue et zoologiste britannique d'origine tchèque.

## Décès
- 12 mai : Jędrzej Śniadecki (né en 1768), écrivain, biologiste, chimiste et médecin polonais.
- 17 mai
  - Charles-Maurice de Talleyrand-Périgord, homme d'État français (° 1754).
  - René Caillé, explorateur français (° 19 novembre 1799)